# Никополска крепост
Никополската крепост е силно укрепена крепост при Никопол с важно стратегическо значение и добре защитено пристанище. Днес от нея е сравнително добре запазена т.нар. „Шишманова врата“, която в действителност не датира от царуването на Иван Шишман, а чак от началото на XIX век.
За пръв път Никополската крепост се споменава в Българския апокрифен летопис от XI век.
В последните години от съществуването на Второто българско царство тук се премества Иван Шишман след като изоставя Търново. Турците безуспешно обсаждат крепостта през 1393 г., но не успяват да я превземат, тъй като не разполагат с флот. Две години по-късно (1395) я превземат с измама, служейки си с български кораби. Това се случва след битката при Ровине между султан Баязид I и влашкия войвода Мирчо Стари, когато идващият насам султан поискал от васала си Шишман кораби, за да се прехвърли отсам Дунава. След като Шишман изпълнява искането му и Баязид стъпва на българския бряг, той влиза в крепостта и заповядва да отсекат главата на българския цар, след което Никопол е превърнат в областен център на санджак – Никополски санджак.
През 1396 г. унгарският крал Сигизмунд при похода си в България също обсажда крепостта без успех въпреки прокопаните два прохода под земята до самата крепостна стена. Войската на Сигизмунд била разгромена при Никополската крепост от пристигналия на шестнайсетия ден от обсадата Баязид I.
Безрезултатни опити да превземат Никополската крепост правят и Владислав III Варненчик през 1444 г., и влашкият войвода Михаил Витязул, който побеждава при Никопол войските на Ферхад паша и по-късно на везира Хафъз Ахмед паша.
Едва през 1810 г. Никополската крепост е завладяна от русите, които при изтеглянето си от града я взривяват по нареждане на маршал Кутузов.